# Болучевский, Владимир Алексеевич
Влади́мир Алексе́евич Болуче́вский (7 января 1954, Североморск — 19 января 2013, Санкт-Петербург) — российский сценарист, писатель, музыкант.

## Биография
Родился в семье морского офицера. Окончил музыкальную школу по классу саксофона и кларнета. Срочную службу проходил в Москве, в гвардейском военном оркестре, где занимался у джазового барабанщика Игоря Тикунова. Окончил музыкальное училище (класс саксофониста Геннадия Гольштейна).
В 1976—1983 гг. — барабанщик (в 1981—1982 — также саксофонист) группы «Аквариум». Играл в группе «Воскресенье» Юрия Ильченко, в «Поп-механике» Сергея Курёхина (с 1984 до конца 1980-х гг.). Создал группу MARDI GRAS.
В начале 1990-х оставил музыкальную карьеру, занимался бизнесом, добился известности как писатель и телесценарист.
Умер из-за редкой формы рака 19 января 2013 года.
Похоронен на Смоленском православном кладбище.

## Литературное творчество
Писал детективные романы и повести, сценарии.

### Избранные сочинения
- Болучевский В. Двое из ларца : (Хроники эпохи перемен) : [Повесть]. — СПб.; М.: Нева : ОЛМА-пресс, 2001. — 382 с. — 10 000 экз. — ISBN 5-7654-1455-9.
  - . — СПб.; М.: Нева : ОЛМА-пресс, 2002. — 382 с. — 5000 экз. — ISBN 5-7654-1973-9.
- Болучевский В. Дежа вю : [Повести]. — СПб.; М.: Нева : ОЛМА-пресс, 2001. — 381 с. — (Содерж.: Дежа вю; Танцы в лабиринте). — 10 000 экз. — ISBN 5-7654-1453-2.
  - . — СПб.; М.: Нева : ОЛМА-пресс, 2002. — 381 с. — 5000 экз. — ISBN 5-7654-1975-5.. — ISBN 5-224-03032-3.
  - . — СПб.: Нева, 2004. — 315 с. — (Авантюрный иронический детектив). — 7000 экз. — ISBN 5-7654-3576-9.
- Болучевский В. Дом с привидениями : [Роман]. — СПб.; М.: Нева : ОЛМА-пресс, 2002. — 382 с. — 5000 экз. — ISBN 5-7654-1972-0. ISBN 5-224-03029-3.
  - . — М.; СПб.: АСТ : Астрель-СПб, 2006. — 255 с. — 10 000 экз. — ISBN 5-17-039617-1. ISBN 5-9725-0639-4.
- Болучевский В. Лекарство от безумия : [повести]. — М.; СПб.: АСТ : Астрель-СПб, 2006. — 397 с. — (Содерж.: Лекарство от безумия; Танцы в лабиринте). — 5000 экз. — ISBN 5-17-035540-8.
  - . — М.; СПб.: АСТ : Астрель-СПб, 2006. — 381 с. — 5000 экз. — ISBN 5-17-033601-2. ISBN 5-9725-0180-5.
- Болучевский В. Нева — Гудзон : [Роман]. — СПб.; М.: Нева : ОЛМА-пресс, 2003. — 382 с. — 5000 экз. — ISBN 5-7654-2338-8. ISBN 5-224-04264-X.
- Болучевский В. Немного грусти в похмельном менте. — М.; СПб.: АСТ : Астрель-СПб, 2006. — 365 с. — (Содерж.: Убойно Смешной Детектив. - Откройте, милиция! - Хорошее настроение в подарок). — 5000 экз. — ISBN 5-17-031116-8.
  - . — М.; СПб.: АСТ : Астрель-СПб, 2005. — 302 с. — (Содерж.: Убойно Смешной Детектив. - Откройте, милиция!). — 5000 экз. — ISBN 5-17-030631-8.
- Болучевский В. Последняя тайна вождя. — М.; СПб.: АСТ : Астрель-СПб, 2006. — 334 с. — (Сыск в большом городе). — 5000 экз. — ISBN 5-17-034140-7. ISBN 5-9725-0251-8
  - . — М.; СПб.: АСТ : Астрель-СПб, 2006. — 398 с. — 5000 экз. — ISBN 5-17-036230-7. ISBN 5-9725-0363-8
- Болучевский В. Русские в Лас-Вегасе : [Роман]. — СПб.: Нева, 2004. — 315 с. — (Авантюрный иронический детектив). — 5000 экз. — ISBN 5-7654-3714-1.
- Болучевский В. Трубка Сталина : [повесть]. — СПб.: Нева, 2004. — 350 с. — (Авантюрный иронический детектив). — 3500 экз. — ISBN 5-7654-3775-3.
  - . — М.; СПб.: АСТ : Астрель-СПб, 2006. — 334 с. — 10 000 экз. — ISBN 5-17-039177-3. ISBN 5-9725-0610-6
- Болучевский В. Шерше ля фам. — СПб.; М.: Нева : ОЛМА-пресс, 2001. — 381 с. — (Содерж.: Аромат лжи; Французские горки). — 10 000 экз. — ISBN 5-7654-1454-0.
  - . — СПб.; М.: Нева : ОЛМА-пресс, 2002. — 382 с. — 5000 экз. — ISBN 5-7654-1974-7.
  - . — СПб.: Нева, 2004. — 313 с. — 3500 экз. — ISBN 5-7654-3959-4.
  - Аромат лжи : [повести]. — М.; СПб.: АСТ : Астрель-СПб, 2006. — 381 с. — 5000 экз. — ISBN 5-17-036917-4. ISBN 5-9725-0414-6

### Фильмография
участие
- 1986 Диалоги (документальный) — музыкант «Поп-механики»

сценарист
- 2003 Улицы разбитых фонарей-5; 19-я серия: Марш Мендельсона
- 2004 Улицы разбитых фонарей-6; 11-я серия: Мёртвых не спросишь
- 2004 Улицы разбитых фонарей-6; 18-я серия: Всё и сразу
- 2008 Улицы разбитых фонарей-9; 8-я серия: Адреналин
- 2008 Улицы разбитых фонарей-9; 15-я серия: Обман зрения
- 2009 Улицы разбитых фонарей-9; 19-я серия: Без срока давности
- 2009 Летучий отряд; фильм 1-й: Порт
- 2009 Летучий отряд; фильм 2-й: В тихом омуте
- 2010 Улицы разбитых фонарей-10; 20-я серия: Дело на миллион
- 2010 Улицы разбитых фонарей-10; 32-я серия: Обратный просчёт
- 2010 Капитан Гордеев; фильм 6-й: Кровные братья
- 2011 Улицы разбитых фонарей-11; 7-я серия: Всего знать невозможно
- 2011 Улицы разбитых фонарей-11; 24-я серия: Сорок восемь часов
- 2012 Улицы разбитых фонарей-12; 24-я серия: Суррогатная любовь
- 2013 Белые волки (в производстве)